# Mario David (actor)
Jacques David (n. 9 august 1927, Charleville-Mézières, Champagne-Ardenne, Franța – d. 29 aprilie 1996, Paris, Franța), cunoscut sub numele de scenă Mario David, a fost un actor francez.
Mario David a murit în urma unui embolism pulmonar la spitalul Pitié-Salpêtrière din Paris. El este înmormântat în cimitirul Louyat (sectorul 6) din Limoges (Haute-Vienne).

## Filmografie selectivă
- 1952 La Tournée des grands ducs, regia André Pellenc
- 1954 Ah, frumoasele bacante! (Ah ! les belles bacchantes), regia Jean Loubignac
- 1955 Cherchez la femme, regia Raoul André
- 1956 Cette sacrée gamine, regia Michel Boisrond
- 1956 Pardonnez nos offenses, regia Robert Hossein
- 1957 Tous peuvent me tuer, regia Henri Decoin
- 1958 Pisica (La Chatte), regia Henri Decoin
- 1958 Guinguette, regia Jean Delannoy
- 1959 À double tour, regia Claude Chabrol
- 1960 Les Bonnes Femmes, regia Claude Chabrol
- 1960 Recours en grâce, regia László Benedek
- 1960 Jocurile dragostei (Les Jeux de l'amour), regia Philippe de Broca
- 1960 Les Tortillards, regia Jean Bastia
- 1961 Plăcerile orașului (Le Tracassin ou les plaisirs de la ville), regia Alex Joffé
- 1962 Pe urmele caporalului (Le Caporal épinglé), regia Jean Renoir
- 1963 Les Bricoleurs, regia Jean Girault
- 1963 Landru, regia Claude Chabrol
- 1964 L'Enfer, regia Henri-Georges Clouzot
- 1965 Tribulațiile unui chinez în China (Les Tribulations d'un chinois en Chine), regia Philippe de Broca
- 1967 Alegere de asasini (Un choix d'assassins), regia Philippe Fourastié : Scarlatti
- 1967 Marile vacanțe (Les Grandes Vacances), regia Jean Girault
- 1967 Oscar, regia Édouard Molinaro
- 1968 Jandarmul se însoară (Le gendarme se marie), regia Jean Girault
- 1968 Operațiunea Leontine (Faut pas prendre les enfants du bon Dieu pour des canards sauvages), regia Michel Audiard
- 1969 Creierul (Le Cerveau), regia Gérard Oury
- 1970 Borsalino, de Jacques Deray
- 1970 La Rupture, de Claude Chabrol
- 1971 Mirii anului II (Les Mariés de l'an II), de Jean-Paul Rappeneau
- 1972 Ghinionistul (Les Malheurs d'Alfred), regia Pierre Richard
- 1975 Povestea unui polițist (Flic Story), regia Jacques Deray
- 1975 Țiganul (Le Gitan), regia José Giovanni
- 1977 Animalul (L'Animal), regia Claude Zidi
- 1978 Zâzania (La Zizanie), regia Claude Zidi
- 1978 Violette Nozière, regia Claude Chabrol
- 1979 Jandarmul și extratereștrii (Le Gendarme et les Extra-terrestres), regia Jean Girault
- 1992 L'Inconnu dans la maison, regia Georges Lautner
- 1994 Infernul (L'Enfer), regia Claude Chabrol